# Крестьяноведение
Крестьяноведение (англ. peasant studies) — научное направление на стыке социологии, экономики, антропологии, истории и других гуманитарных наук, изучающее крестьян, сельский образ жизни и модели аграрного развития. В основе методологии крестьяноведения лежит представление о крестьянстве не только как социальном слое, но как особом типе хозяйства («моральная экономика»), образе жизни и мировосприятия.

## Возникновение и развитие направления
Сформировалось в 1960-е гг. благодаря трудам Роберта Редфилда, Эрика Вульфа, Фэй Сяотуна, Теодора Шанина, Джеймса С. Скотта, Генри Бернстайна и др. Объектом их изучения были традиционные сельские сообщества стран Азии, Африки и Южной Америки, а также история российского крестьянства, крестьянских движений и аграрных преобразований в разных странах. Большое влияние на формирование этого направления оказали идеи К. Маркса и А.В. Чаянова.
С 1973 г. выходит англоязычный журнал «The Journal of Peasant Studies», являющийся в настоящее время одним из ведущих научных изданий по социологии и антропологии. Под редакцией Т. Шанина на английском и русском языке была издана хрестоматия о крестьянах и фермерах, содержащая важнейшие фрагменты классических крестьяноведческих исследований.
В русском языке термин крестьяноведение появился как калька «peasant studies» в 1977 г. в переводе А. В. Гордона (ИНИОН РАН):
«Это был 1977 год, сборник со статьей «Крестьянство и крестьянские движения Востока в западном крестьяноведении»

## Зарубежное крестьяноведение
В период активного роста популярности крестьяноведения на западе, начиная с 1960-х гг., учёных главным образом интересовал ряд особенностей, связанных со специфичностью жизни крестьянского слоя. В первую очередь, это касалось особого типа хозяйствования крестьян. Интерес к особой, «крестьянской» экономике был вызван возраставшим в те годы вниманием к тенденциям развития стран третьего мира, где крестьяне являлись самым многочисленным слоем общества. Западные учёные использовали своеобразную терминологию для наименования крестьянского типа хозяйствования, называя его «домашним» производством. Кроме того, большой интерес представляют для западных исследователей особенности мотивов деятельности крестьян. Так, они ведут хозяйство не в целях получения прибыли или прибавочного продукта, но главной, базовой ценностью крестьян является жизнь. Соответственно, первейшим стимулом их экономической деятельности в Средневековье и Новое время было именно выживание.
Помимо анализа крестьянской экономики совершались также и попытки объяснить природу крестьянских бунтов. Так, историк Э. Вульф подошёл к проблеме крестьянских восстаний с точки зрения классового, марксистского подхода. Во-первых, он определил крестьянство как особый общественный эксплуатируемый класс, который, в свою очередь, также делится на слои: бедноту, середняков и зажиточных. По мнению исследователя, восстание против эксплуататорского класса совершают именно те крестьяне, которые находятся условно «посередине». Это связано с тем, согласно Вульфу, что они обладают определённым уровнем недовольства с одной стороны и в то же время не полностью подавлены своим положением. Этот подход не раз пересматривался, так как, исходя из множества статистических исследований, во многих странах, в частности в Российской империи, именно бедняки в первую очередь участвовали в бунтах.
В настоящее время большой интерес для исследователей представляют более глубокие исследования социальной жизни крестьян: особенности их мировоззрения, положение в обществе, роль семьи в крестьянской жизни. Последняя являлась важнейшим институтом для крестьянина, так как именно через семью он получал большую часть своих знаний и умений, с ней проводил большую часть своей жизни. Наряду с семьёй важнейшей группой в жизни крестьянина являлась и крестьянская община, которая представляется характерным институтом для данного общественного слоя.

## Крестьяноведение в России
В России традиция эмпирических исследований крестьянства в парадигме, близкой современному крестьяноведению, формировалась в последней трети XIX в. – 1920-е гг. (земская статистика, работы экономистов «организационно-производственной школы»), но была прервана коллективизацией и сталинскими репрессиями.
Институционализация крестьяноведческих исследований в России состоялась в начале 1990-х гг., когда при Московской высшей школе социальных и экономических наук был создан Центр крестьяноведения и аграрных реформ (содиректоры в 1994–2004 гг. Т. Шанин и В.П. Данилов; в 2005–2010 гг. директор А. М. Никулин). Центр создавался на основе историко-социологических проектов «Изучение социальной структуры российского села» и «Крестьянская революция в России: 1902–1922», проведенных в 1990–1994 гг.
В 1990-е гг. в регионах России также проводились оригинальные исследования по истории местного крестьянства, однако публикации их результатов по большей части не выходили за пределы регионального краеведческого дискурса. Здесь, в частности, работы ученого из Тюменского университета Н. С. Половинкина, его коллег и учеников по истории крестьянства Поволжья, Урала и Сибири в XVI—XIX вв. (до Отмены крепостного права в России и позднее). Не содержавшие глобальных теоретических обобщений, данные исследования вводили в научный оборот обширный материал письменных источников и устной истории рассматривавшихся регионов.
В дальнейшем под эгидой Центра крестьяноведения и аграрных реформ был осуществлен ряд новых исследовательских и издательских проектов, действовал теоретический семинар «Современные концепции аграрного развития». В 2011 году Центр крестьяноведения преобразован в Центр аграрных исследований Института прикладных экономических исследований РАНХиГС.
Центром издавались ученые записки (ежегодник) «Крестьяноведение. Теория. История. Современность», в 1996–2015 гг. вышло 10 томов. С 2016 г. издается журнал «Крестьяноведение».
В рамках современного российского крестьяноведения важным вопросом является роль крестьянства как сословия в революционных событиях в России времён Первой русской революции и событий 1917 года (Февральской и Октябрьской революций). Интерес к данной проблеме объясняется тем, что именно крестьян большинство современных исследователей признаёт социальной базой всего российского государства на тот момент. Важной чертой социального строя той эпохи учёные считают существование фактически двух цивилизаций в России, одной из которых было именно крестьянство. Его самобытность, обособленность от остальных сословий, сохранение внутри него архаичных традиций, предопределили особый характер российских революций. Во многом именно от поддержки крестьянства зависел успех революционеров в России. Ряд исследователей, в частности В. В. Бабашкин, полагают, что приход к власти большевиков в 1917 году был связан именно с тем, что их риторика в тот момент соответствовала интересам в том числе и крестьянского сословия (в то время выдвигался, среди прочих, тезис об обобществлении, а не о национализации земли). Некоторые историки и вовсе говорят об «общинной революции» и о том, что большевикам удалось победить именно из-за надежды крестьянства на то, что новый режим воплотит именно его чаяния.